# Giuseppe Pierozzi
Giuseppe Pierozzi (Roma, 11 ottobre 1883 – Roma, 22 aprile 1956) è stato un attore italiano.

## Biografia
Attore teatrale fin da giovanissimo, nel 1917 esordì nel cinema con il film Il fauno. All'epoca del muto recitò parti più significative nei film La tormenta (1922) e Gli ultimi giorni di Pompei (1926). Proseguì contemporaneamente anche la carriera in ambito teatrale, che lo vide far parte di importanti compagnie guidate da Marta Abba e Renzo Ricci.
Nel 1933 è Robin Starveling in Sogno di una notte di mezza estate di William Shakespeare per la regia di Max Reinhardt nel Giardino di Boboli e l'attore ambulante nella prima assoluta di La rappresentazione di Santa Uliva di Ildebrando Pizzetti nel Chiostro Grande della Basilica di Santa Croce di Firenze.
Nel 1938 è don Oliviero in Come vi piace di Shakespeare per la regia di Copeau al Giardino di Boboli.
Nel cinema sonoro, Pierozzi fu interprete dal 1931 al 1952 di un'ottantina di pellicole, in parti secondarie, come attore caratterista.

## Filmografia parziale
- Il fauno, regia di Febo Mari (1917)
- La selce e l'acciaio, regia di Guglielmo Zorzi (1920)
- La bambola e l'amore, regia di Alfredo De Antoni (1920)
- Il volto di Medusa, regia di Alfredo De Antoni (1920)
- Maddalena Ferat, regia di Febo Mari e Roberto Roberti (1920)
- La crisi, regia di Augusto Genina (1921)
- Il mercante di emozioni, regia di Alfredo De Antoni (1921)
- La morte piange, ride e poi..., regia di Mario Bonnard (1921)
- Marito, moglie e..., regia di Augusto Genina (1921)
- Avventuriero di California, regia di Sandro Bianchini (1921)
- Tre persone per bene, regia di Ermanno Geymonat (1922)
- Un viaggio di piacere, regia di Ermanno Geymonat (1922)
- Il castello della malinconia, regia di Augusto Genina (1922)
- Sansone, regia di Torello Rolli (1923)
- La madre folle, regia di Carmine Gallone (1923)
- Per salvare il porcellino, regia di Toddi (1923)
- Una tazza di thè, regia di Toddi (1923)
- Italia, paese di briganti?, regia di Toddi (1923)
- Un viaggio nell'impossibile, regia di Luciano Doria e Nunzio Malasomma (1923)
- Le vie del mare, regia di Torello Rolli (1923)
- I volti dell'amore, regia di Carmine Gallone (1924)
- L'uomo più allegro di Vienna, regia di Amleto Palermi (1925)
- Gli ultimi giorni di Pompei, regia di Carmine Gallone (1926)
- La grazia, regia di Aldo De Benedetti (1929)
- Ragazze non scherzate, regia di Alfred Lind (1929)
- Maratona, regia di Nicola Fausto Neroni (1930)
- Vele ammainate, regia di Anton Giulio Bragaglia (1931)
- Patatrac, regia di Gennaro Righelli (1931)
- Stella del cinema, regia di Mario Almirante (1931)
- Corte d'Assise, regia di Guido Brignone (1931)
- Zaganella e il cavaliere, regia di Giorgio Mannini e Gustavo Serena (1932)
- Paradiso, regia di Guido Brignone (1932)
- La Wally, regia di Guido Brignone (1932)
- Non c'è bisogno di denaro, regia di Amleto Palermi (1933)
- L'avvocato difensore, regia di Gero Zambuto (1934)
- Il cappello a tre punte, regia di Mario Camerini (1934)
- Quei due, regia di Gennaro Righelli (1935)
- Lorenzino de' Medici, regia di Guido Brignone (1935)
- Ma non è una cosa seria, regia di Mario Camerini (1936)
- L'albero di Adamo, regia di Mario Bonnard (1936)
- Ginevra degli Almieri, regia di Guido Brignone (1936)
- Arma bianca, regia di Ferdinando Maria Poggioli (1936)
- Vivere!, regia di Guido Brignone (1937)
- Il signor Max, regia di Mario Camerini (1937)
- Il feroce Saladino, regia di Mario Bonnard (1937)
- Fermo con le mani!, regia di Gero Zambuto (1937)
- Il fu Mattia Pascal, regia di Pierre Chenal (1937)
- I tre desideri, regia di Giorgio Ferroni e Kurt Gerron (1937)
- Giuseppe Verdi, regia di Carmine Gallone (1938)
- L'orologio a cucù, regia di Camillo Mastrocinque (1938)
- Inventiamo l'amore, regia di Camillo Mastrocinque (1938)
- Mille lire al mese, regia di Max Neufeld (1939)
- Ballo al castello, regia di Max Neufeld (1939)
- Animali pazzi, regia di Carlo Ludovico Bragaglia (1939)
- Una moglie in pericolo, regia di Max Neufeld (1939)
- Bionda sottochiave, regia di Camillo Mastrocinque (1939)
- Due milioni per un sorriso, regia di Carlo Borghesio e Mario Soldati (1939)
- Follie del secolo, regia di Amleto Palermi (1939)
- Cavalleria rusticana, regia di Amleto Palermi (1939)
- La notte delle beffe, regia di Carlo Campogalliani (1939)
- Manon Lescaut, regia di Carmine Gallone (1940)
- Pazza di gioia, regia di Carlo Ludovico Bragaglia (1940)
- Validità giorni dieci, regia di Camillo Mastrocinque (1940)
- Vento di milioni, regia di Dino Falconi (1940)
- Don Pasquale, regia di Camillo Mastrocinque (1940)
- La canzone rubata, regia di Max Neufeld (1940)
- La prima donna che passa, regia di Max Neufeld (1940)
- Il bravo di Venezia, regia di Carlo Campogalliani (1940)
- L'amante segreta, regia di Carmine Gallone (1941)
- Turbamento, regia di Guido Brignone (1942)
- Il birichino di papà, regia di Raffaello Matarazzo (1943)
- Cortocircuito, regia di Giacomo Gentilomo (1943)
- La moglie in castigo, regia di Leo Menardi (1943)
- Tristi amori, regia di Carmine Gallone (1943)
- Il fidanzato di mia moglie, regia di Carlo Ludovico Bragaglia (1943)
- Finalmente sì, regia di László Kish (1943)
- Zazà, regia di Renato Castellani (1944)
- Il cappello da prete, regia di Ferdinando Maria Poggioli (1944)
- Una piccola moglie, regia di Giorgio Bianchi (1944)
- Il diavolo va in collegio, regia di Jean Boyer (1944)
- Vivere ancora, regia di Nino Giannini (1945)
- La carne e l'anima di Vladimir Striževskij (1945)
- Quartieri alti, regia di Mario Soldati (1945)
- Non canto più, regia di Riccardo Freda (1945)
- Abbasso la miseria!, regia di Gennaro Righelli (1945)
- Lo sbaglio di essere vivo, regia di Carlo Ludovico Bragaglia (1945)
- Abbasso la ricchezza!, regia di Gennaro Righelli (1946)
- Il Passatore, regia di Duilio Coletti (1947)
- Al diavolo la celebrità, regia di Mario Monicelli e Steno (1949)
- Vivere a sbafo, regia di Giorgio Ferroni (1949)
- Miss Italia, regia di Duilio Coletti (1950)

## Varietà radiofonici RAI
- Sotto il parapioggia , rivista settimanale di Dino Verde e Renzo Puntoni, regia di Riccardo Mantoni, trasmessa ogni giovedì nel 1951-1952.